# زرتشت در منابع غربی

## شناخت غربی‌ها از زردتشت

### در میان یونانیان
در زبان یونانی استرا(ástra) به معنی ستاره‌ها و زوروس (zōrós) به معنی ضعیف نشده‌است. این کهن‌ترین معنی نسبت داده شده در زبان یونانی است.
دینون یونانی آن‌را به «ستاینده ستاره» ترجمه کرده‌است. کریستیان بارتلمه جزء نخست را «زرنت» ثبت کرده و «دارنده شتر پیر» معنی کرده‌است و دار «زراتو» دانسته و آن را «زرد» ترجمه کرده‌است. امروزه در منابع اروپایی، به پیروی از زبان یونانی، نام او زرواستر خوانده می‌شود. نام زرتشت را می‌توان "دارندهٔ روشنایی زرین" معنی کرد.

### دوره کلاسیک باستان
هرچند یونانیان به‌طور کل زرتشت را پیامبر و بنیان‌گذار آیین پارسیان می‌دانستند بقیه پنداره‌هایشان بیشتر خیالی بود.
یونانیان زمان او را ۶۰۰۰ سال پیش از زمان خود می‌پنداشتند و او را شاه بلخ یا کلده (گاهی آموزگار کلدیان) و دارای زندگی‌نامه عادی دانایی فیثاغورس‌گرا تصور می‌کردند.
مهم‌ترین انگاره شان از او ساحر، ستاره‌شناس، آفریننده جادو و ستاره‌شناس بود. با توجه با پنداره شان گفته‌های بسیاری به او نسبت داده می‌دادند، که در سراسر کرانه‌های دریای مدیترانه پراکنده شده بود.
یونانیان بهترین دانایی را دانایی رازناک می‌دانستند و هیچ کس شایسته‌تر از زرتشت بدین ویژگی نبود، چون هم از نظر زمانی و هم نظر مکانی از ایشان دور بود. نام زردشت جادو تأیید رسمی برای جادو بود.
زبان آن ادبیات بیش‌تر زبان یونانی بود. هرچند در دوره‌های گوناگون بخش‌هایی از آن به زبان‌های دیگر مانند آرامی ٫ سریانی ٫ کوپتیک و لاتین وارد شده‌است. چون مغ با کلمه «جادوگر» مرتبط بود، زرتشت نیز جادوگر پنداشته می‌شد. پلینی پیرتر در سده نخست میلادی زرتشت را خالق جادو می‌خواند.
اما او به تنهایی مسئول معرفی جادوی سیاه به جهان یونانیان و رومیان نبود.کوروش سپیدمه را نیز نویسنده بسیاری از ادبیات جادویی می‌دانسته‌اند. هرچند پلینی پیرتر زرتشت را خالق جادو می‌خواند، اما رومیان شخصیتی جادوگر برای وی نمی‌انگاشتند. در واقع آموزه‌های جادویی که به زردتشت نسبت داده شده‌اند، همگی مربوط به پس از سده ۱۴ میلادی اند.
یکی ار دلایل مرتبط دانستن زردتشت با ستاره‌شناسی مفهومی بود که یونانیان از نام وی برای خود ساخته بودند. نحوه تفکر یونانیان این گونه بود که همیشه می‌کوشیدند، که ریشه اصلی و پنهان کلمات را بفهمند. به همین دلیل نام او در آغاز به ستاره‌پرست معنی می‌شد. این قضیه تا جایی پیش رفت که مرگ زردتشت را به دلیل ریزش آتش ستارگان می‌دانستند و می‌گفتند که ستارگان او را به دلیل مهار کردن شان کشته اند.
دومین دلیل و جدی‌تر مرتبط دانستن زردتشت با ستاره‌شناسی این بود که او را از کلده می‌پنداشتند. معتقدان به فیثاغورس گرایی فکر می‌کردند که فیثاغورس با زردتشت در کلده درس خوانده‌است. لیدوس معتقد بود که کلدیان در محفل زردتشت و گشتاسب هفته را با هفت روز ابداً کردند. و دلیلشان هم هفت بودن تعداد سیارات بود. فصل سودا دربارهٔ ستاره‌شناسی اشاره به یاد گرفتن ستاره‌شناسی توسط بابلی‌ها از زردتشت می‌کند. تا جایی مه لوسیان تصمیم می‌گیرد تا به بابل رود و تا از موبدها زردتشتی نظرشان را بپرسد.
در زمان حال تقریباً تمام نوشته‌های ساختگی نسبت داده شده به زردتشت از دست رفته‌است تنها با یک استثنا ان هم کتاب «دو میلیون خط» پلینی پیرتر است. این کتاب پیشنهاد می‌کند روزی مجموعه کاملی از نوشته‌های زردتشت در کتابخانه اسکندریه مصر وجود داشته‌است.
از آثار مرتبط با زرتشت همچنین می‌توان به بر طبعیت اشاره کرد. که در چهار جلد بوده‌است. این اثر در واقع همان اسطوره ار از افلاطون است. با این تفاوت که جای قهرمان اصلی داستان را زردتشت می‌گیرد. در زمانی که پروفیری فیثاغورس را از شاگردان زدتشت می‌دانست پیمان نامه‌ها بر طبعیت خورشید را در وضعیت وسط تصور می‌کرد. برخلاف آن افلاطون خورشید را در مکان دوم و بالای ماه می‌پنداشت. به همین دلیل کولوتوس افلاطون را به دستبرد فکری از زردتشت متهم کرد و هراکلیدس پونتیکس متنی را با عنوان زردتشت بر اساس آنچه فکر می‌کرد فلسفه زردتشت است نوشت تا مخالفت خود را با فلسفه طبیعی افلاطون ابراز کند. از کتاب بر طبعیت فقط دو چیز شناخته شده‌است:یک این که پر از اندیشه‌های ستاره‌شناسی بوده‌است و دیگر این که به آنانکه اشاره شده بوده و مکان وی را در هوا می‌دانستند.
از دیگر آثاری که زیر نام زردتشت منتشر شده بودند می‌توان به «استروسکوپیتاً (در پنج جلد) ٫»درباره پرهیزکاری سنگ هاً (در یک جلد) می‌توان اشاره کرد.
این آثار به کنار ٫ بعضی از نویسندگان واقعاً به بعضی از ایده‌های اصلی زردتشت پرداخته‌اند.
«الهام‌های گشتاسب» نوشته گشتاسب خود یکی دیگر از نویسندگانی که به وی آثاری را نسبت داده بودند و را مرتبط را جادو می‌دانستند از این دسته از نوشته‌ها است. این کتاب شامل یک سری پیشگویی‌ها بوده و بر اساس منابع زردتشت نوشته شده بوده‌است.

### بعد از دوره کلاسیک باستان
زردتشت را در دوره کلاسیک باستان یک ساحر ٫ جاودگر و معجزه گر می‌دانستند. اما در واقع تا قبل از قرن ۱۸ میلادی غربی‌ها از ایده‌های وی نااگاه بودند و در آن زمان نام وی را همدست فرزانگی از دست رفته باستان می‌شماردند.
زردتشت با نام «ساراسترو» در اپرای فلوت جاودیی موزارت ظاهر می‌شود. که به خاطر عناصر فراماسونی آن در جایی که وی اشا را به عنوان سیستمی اخلاقی در مقابل ملکه شب نمایش می‌دهد مورد توجه قرار گرفته‌است.
وی همچنین موضوع اپرایی دیگر در ۱۷۴۹ با نام زوراستره توسط جین-فیلیپ رامئو است.
متفکران عصر روشنگری مانند ولتر پژوهش‌های بسیاری را دربارهٔ مزدیسنا انجام داده‌اند. آن‌ها بر این باور بودند که مزدیسنا یک جور خداانگاری منطقی است که قابل ترجیح بر آیین مسحییت و دیگر آیین‌ها است. با ترجمه اوستا توسط ابراهام هیاسینته انکتیل-دوپرون پژوهش‌های مزدیسنا غربی آغاز شد.
در اثر فیلسوف معروف فریدریش نیچه به نام «چنین گفت زرتشت» در سال ۱۸۸۵ وی شخصیتی به نام زرتشت به وجود می‌آورد که سخنگوی ایده‌های خود نیچه ضد اخلاق ارباب-برده که به نظر نیچه سیستم اخلاقی است که در آیین‌های یهودیت ٫ مسیحیت و اسلام استفاده می‌شود است. نیچه در اثر خود اسه هومو می‌گویید که زردتشت اولین اخلاق گرا است و خود آن را خلق کرده و اشکارش کرده‌است. و می‌گویید که تنها در تعلیمات وی است که راستی (اشا) بالاترین خصوصیت است.
نیچه از وی به عنوان اولین فردی که نبرد بین خوب و بد را می‌بیند و آن را به عنوان چرخی ضروری در انجام گردش گیتی می‌داند نام می‌برد.
۳۰مین قطعه ریچارد اشتراوس در سال ۱۸۹۶ الهام گرفته از کتاب نیچه نیز چنین گفت زرتشت نامیده می‌شود.استنلی کوبریک از این قطعه در فیلم ۲۰۰۱: اودیسه فضایی به عنوان موسیقی صحنه آغازین فیلم خود استفاده کرده‌است.
ویلیام باتلر ییتز شاعر قرن ۱۹ ایرلندی نیز در شعرهای خود به زردتشت اشاره کرده‌است.
بازیگر و راوی کتاب آفرینش (رمان) نوشته شده توسط گور ویدال نوه زردتشت است. وی در کتاب گفتگوهای فلسفی بسیاری با زردتشت دارد و شاهد مرگ وی نیز هست.
زردتشت در کتاب مایکل اچ هارت با عنوان دسته بندی پر تاثیرتیرن اشخاص در تاریخ:۱۰۰ رتبه ۹۳ را داراست.